# Rancho Escondido
Rancho Escondido är en ort i Mexiko.   Den ligger i kommunen Copanatoyac och delstaten Guerrero, i den sydöstra delen av landet, 230 km söder om huvudstaden Mexico City. Rancho Escondido ligger 1 748 meter över havet och antalet invånare är 269.
Terrängen runt Rancho Escondido är huvudsakligen kuperad, men söderut är den bergig. Runt Rancho Escondido är det ganska glesbefolkat, med 32 invånare per kvadratkilometer. Närmaste större samhälle är Tlapa de Comonfort, 18,8 km nordost om Rancho Escondido. I omgivningarna runt Rancho Escondido växer huvudsakligen savannskog.